# Баринов, Иван Михайлович
Иван Михайлович Баринов (1922—1944) — Герой Советского Союза, старший лейтенант.

## Биография
Иван Михайлович Баринов родился в 1922 году в селе Ярки ныне Черепановского района Новосибирской области в семье крестьянина.
Окончив среднюю школу, Баринов работал учителем сельской школы.
В 1941 году был призван в ряды Красную Армию и был направлен в военное училище . В 1942 году окончил Лепельское артиллерийское миномётное училище, эвакуированное из Белоруссии в город Барнаул.
С 1942 года принимал участие в боях на фронтах Великой Отечественной войны, в ходе которой был дважды ранен принимал участие в боях за Изюм и Запорожье, форсировал Днепр, сражался на реке Свирь.
24 августа 1944 года миномётная батарея под командованием старшего лейтенанта Баринова, совершая марш на новые огневые позиции, вышла к селу Татарбунары (ныне город Одесской области), куда вышли крупные силы противника, отходившие с наступлением советских войск на Измаил. В ходе боя Баринов обнаружил вражескую батарею 105-мм орудий, разворачивающуюся на огневые позиции. С группой бойцов скрытно подошёл к орудиям и огнём из автоматов уничтожил расчёты. Развернув пушки противника, группа под командованием Баринова вела огонь до того, как не закончились снаряды, после чего вернулись на свой НП.
Меньше чем за сутки батарея отбила девять атак противника. После того, как закончились припасы и противник подошёл к НП, Баринов повел бойцов в рукопашный бой. Во время этого боя Баринов погиб. Через полчаса с севера к Татарбунарам прорвалась 5-я мотострелковая бригада. Перед Белолесской горой, где руководил обороной старший лейтенант Баринов, находилось около четырёхсот трупов солдат противника.
Указом Президиума Верховного Совета СССР от 24 марта 1945 года за образцовое выполнение заданий командования и проявленные мужество и героизм в боях с немецко-фашистскими захватчиками старшему лейтенанту Ивану Михайловичу Баринову присвоено звание Героя Советского Союза посмертно.

## Награды
- Медаль «Золотая Звезда»;
- Орден Ленина;
- Орден Красной Звезды;
- Медаль «За отвагу».

## Память
Похоронен вместе со своими бойцами в братской могиле в центре города Татарбунары.
Именем Героя названы улицы в городе Татарбунары Одесской области и Черепаново Новосибирской области. В городе Татарбунары установлен бюст.